# Geheugen (psychologie)
Het geheugen is het vermogen van een mens of dier om informatie te onthouden. Het omvat drie belangrijke aspecten, namelijk de opslag, het vasthouden of bewaren en het terugzoeken van informatie. Leren is het proces waardoor nieuwe kennis en vaardigheden in de hersenen wordt opgeslagen. Vergeten is het proces waardoor informatie in het geheugen verloren gaat. Het is een normaal proces dat alle mensen overkomt. Dementie is een andere -pathologische- zaak, waarbij het vergeten buitensporige vormen aanneemt.

## Algemeen
Een mens kan allerlei soorten zaken onthouden, niet alleen teksten, maar ook beelden, kleuren, geluiden en zelfs geuren en gevoelens. Om iets beter te kunnen onthouden wordt soms een ezelsbruggetje gebruikt. Om niet te vergeten dat er nog iets gedaan moet worden, wordt er soms gesproken over "een knoop in de zakdoek leggen", wat ook kan duiden op bijvoorbeeld het 's avonds klaarleggen van iets bij de voordeur zodat de volgende dag niet vergeten wordt om mee te nemen. Sommige indrukken worden maar voor korte tijd, en andere indrukken voor zeer lange tijd onthouden. Het geheugen van de mens is niet perfect en soms meent men zich zaken te herinneren die niet hebben plaatsgevonden. Door oefening kan het geheugen worden verbeterd.

## Vormen van geheugen
Er kunnen verschillende vormen van geheugen worden onderscheiden. Eigenlijk is er sprake van twee verschillende soorten indelingen. De eerste en meest bekende indeling is gebaseerd op het aspect tijd of duur (zintuiglijk, kortetermijn- en langetermijngeheugen). Een tweede indeling is gebaseerd op het aspect beleving, namelijk of het geheugen expliciet (of bewust) of impliciet (of onbewust) is.
De aan deze twee indelingen ontleende deelvormen worden hieronder kort besproken.

### Zintuiglijk geheugen
Het zintuigelijke of sensorische geheugen is als het ware een verlenging van de zintuigen. Het is qua duur zeer beperkt en duurt maar enkele seconden. Er wordt zowel van het bewustzijn, als het onderbewustzijn gebruikgemaakt van dit kortstondige geheugen. Zo hebben mensen in meer of mindere mate ook een bepaalde 'alertheid', die eveneens bewust en onbewust geschiedt. De klanken van de woorden in een gesprek bijvoorbeeld kunnen worden samengevoegd tot klankenreeksen, maar nog niet tot woorden. De auditieve variant heet het echoïsche geheugen (klankspoor), de visuele variant het iconische geheugen (beeldspoor).

### Kortetermijngeheugen
Het kortetermijngeheugen is het geheugen voor informatie die op dit moment en voor korte tijd wordt onthouden. Het heeft een kleine capaciteit. Een goed voorbeeld is het onthouden van een (niet al te groot) boodschappenlijstje. Soms gebruikt men hiervoor ook de term werkgeheugen. Het werkgeheugen is echter dynamischer en omvat onder andere ook het vermogen bepaalde bewerkingen toe te passen op de opgeslagen informatie. Het is mogelijk om ongeveer 7 items te onthouden in het werkgeheugen (kortetermijngeheugen). Echter, deze 7 items zijn wel uit te breiden, dit wordt chunking genoemd. Zo is het mogelijk dat twee items een zin vormen of men kan een ezelsbruggetje gebruiken, zoals een acroniem (het vormen van een woord aan de hand van de beginletters van de items die onthouden moeten worden). Zo is het al snel mogelijk om 12 tot 13 items in het werkgeheugen te onthouden.

### Langetermijngeheugen
Het langetermijngeheugen is het geheugen voor informatie die permanent in de hersenen is opgeslagen, maar die niet altijd bewust wordt ervaren. Het heeft een zeer grote capaciteit. Ook kennis en vaardigheden worden tot het langetermijngeheugen gerekend. Hierbij worden doorgaans de volgende drie processen onderscheiden.
- Opslaan

Als de informatie in het kortetermijngeheugen maar vaak genoeg wordt herhaald (of lang genoeg bewaard), wordt deze naar het permanente of langetermijngeheugen overgebracht. Dit proces noemt men consolidatie. De vorm waarin deze informatie wordt opgeslagen, noemt men ook wel kennis of  representatie.
- Vasthouden

Informatie of kennis die op deze manier is opgeslagen blijft zeer lang bewaard. Geheugenindrukken kunnen echter wel vervagen, waardoor de informatie moeilijker toegankelijk is. Vergeten is het proces waardoor informatie in het geheugen verloren gaat, of niet meer teruggevonden kan worden. Ook kan oude kennis 'overschreven' worden door nieuwe kennis. Dit noemt men interferentie. Bij beschadiging of aftakeling van de hersenen (zoals bij dementie) treedt echter het omgekeerde op: recente informatie wordt niet opgeslagen/onthouden, terwijl van oudsher geautomatiseerde handelingen en lang geleden geleerde gegevens nog beschikbaar blijven.
- Terugvinden

Kennis die in het geheugen is opgeslagen moet ook weer worden teruggevonden of opgezocht (Engels: retrieval). Bij het terugzoeken in het geheugen kan men bepaalde hulpmiddelen of 'cues' gebruiken. De aanwezige kennis wordt dan weer geactualiseerd. Gesproken wordt dan bijvoorbeeld van herkenning of herinnering. Tests voor het geheugen blijken soms verschillende resultaten op te leveren bij geheugenstoornissen. Sommige patiënten kunnen zich bijvoorbeeld wél feiten of gebeurtenissen herinneren via een herkenningstest (herkent u dit gezicht?), maar niet met een test waarbij men kennis moet reproduceren (hoe heet deze persoon?). Ook bestaat er een manier om het impliciete geheugen te meten, die priming heet. Daarbij reageert men sneller op een woord of beeld als dit van tevoren in een bepaalde context is aangeboden.
Het geheugen van de mens is niet altijd betrouwbaar. Soms menen mensen zich zaken te herinneren die nooit hebben plaatsgevonden.
Het langetermijngeheugen kent de volgende twee deelvormen:
Declaratief geheugen
Kennis die is opgeslagen in het declaratieve of expliciete geheugen is expliciet aanwezig. Dit wil zeggen dat men deze kennis (beelden, feiten, een gevoel en dergelijke) kunnen oproepen in het bewustzijn. Een herinnering is bijvoorbeeld een gedachte of beeld uit het verleden dat in het geheugen bewust kan worden opgeroepen. Het declaratieve geheugen kent ook twee deelvormen, namelijk:
- het episodische geheugen: bevat onder andere persoonlijke gebeurtenissen (autobiografisch geheugen).
- het semantische geheugen: bevat 'betekenissen' en 'feiten', bijvoorbeeld de woordenschat, kunnen vertellen hoe men een ei bakt, hoe de koningin heet, kunnen klokkijken, twee getallen bij elkaar optellen, kennis van de wereld, kennis van de taal.

Niet-declaratief geheugen
Kennis opgeslagen in het niet-declaratieve of impliciete geheugen is impliciet aanwezig; dat wil zeggen dat men zich niet bewust is van de kennis die daarin is opgeslagen.
Het heeft de volgende deelvormen:
- het procedurele geheugen: het geheugen voor vaardigheden zoals kunnen fietsen, of kunnen lezen.
- perceptuele priming: effecten van eerdere aanbieding van bijvoorbeeld een woord of figuur op de latere herkenning hiervan of reactie hierop. Zie ook priming.
- klassieke conditionering: leren door associatie van een conditionele en een niet-conditionele prikkel.
- habituatie en sensitisatie
- uit het hoofd leren door herhaalde aanbieding.

Het is aangetoond dat in de hersenen aparte gebieden en circuits bestaan voor de vorming van het declaratieve en niet-declaratieve langetermijngeheugen. Bij patiënt H.M. was bijvoorbeeld sprake van een ernstig verstoord expliciet geheugen maar een vrijwel intact impliciet geheugen.

### Emotioneel geheugen
Het is niet zeker of er een apart emotioneel geheugen bestaat, of dat emoties een aspect van de hierboven besproken declaratieve en niet-declaratieve geheugensystemen zijn. Bij bewuste herinneringen kunnen ook emotionele indrukken en ervaringen loskomen, die kennelijk een onderdeel vormen van het declaratieve geheugen. Mogelijk kunnen gebeurtenissen met een affectieve (bijvoorbeeld aversieve) lading de opslag in het declaratieve geheugen moduleren of 'kleuren' via een circuit in de hersenen dat loopt van de amygdala naar de hippocampus. Emoties blijken bij te dragen tot een betere consolidatie (verankering) van gebeurtenissen in het langetermijngeheugen. Mogelijk speelt daarbij de fysiologische arousal een modulerende rol.
Emoties kunnen echter ook onbewust worden opgeslagen in een niet-declaratief geheugensysteem in de hersenen. Bij vreesconditionering bijvoorbeeld is er sprake van een samenspel tussen de hippocampus en de amygdala. Aangeleerde angst kan een automatische schrikreactie versterken. Ook zijn er aanwijzingen, bijvoorbeeld in de vorm van het mere-exposure-effect, voor het bestaan van een specifieke vorm van impliciet affectief geheugen, los van een declaratief (bewust) geheugen.

## Geheugenstoornissen
Veel van de huidige kennis omtrent de werking van het geheugen is gebaseerd op onderzoek naar geheugenstoornissen. Globaal kan daarbij een onderscheid worden gemaakt tussen stoornissen in het kortetermijngeheugen (recente gebeurtenissen niet kunnen onthouden) en het langetermijngeheugen (vroegere gebeurtenissen niet kunnen onthouden). In het tweede geval spreekt men ook wel van amnesie. Er bestaan verschillende soorten amnesie, afhankelijk van de aard of plaats van de stoornis in de hersenen. Soms heeft iemand problemen met het inprenten van nieuwe informatie (consolidatie), of problemen met het weer oproepen van oude informatie. Ook bij normale veroudering en in sterkere mate bij ouderdomsziektes zoals de ziekte van Alzheimer en het syndroom van Korsakov is er sprake van progressief geheugenverlies. Bij gezonde oudere mensen lijkt vooral het kortetermijngeheugen minder goed te functioneren. Echter ook het langetermijngeheugen van (zowel jonge en oudere) gezonde mensen kan hen tijdelijk in de steek laten, zoals wanneer men niet op een bepaald woord of naam kan komen, maar het wel op het puntje van de tong ligt. Bij het ouder worden wordt het vooral lastiger nieuwe informatie in het episodische geheugen op te slaan. Het procedurele geheugen blijft nagenoeg intact.

## Bijzondere vormen
Bijzondere vormen van het geheugen zijn het fotografische geheugen en de flitsherinnering. Bij beide vormen van het geheugen zou er sprake zijn van een soort fotografisch beeld waarin allerlei precieze details van een gebeurtenis, tekst e.d. zijn vastgelegd. Ook zijn er gevallen bekend van individuen die over een bijzonder geheugen beschikten zoals Solomon Shereshevskii. Dergelijke personen zijn een dankbaar onderwerp voor speculaties, mythevorming, maar ook van serieus wetenschappelijk onderzoek.